# Tulpanmedusa
Tulpanmedusa, (Aglantha digitale) är en nässeldjursart som först beskrevs av Otto Friedrich Müller 1776. Tulpanmedusan ingår i släktet Aglantha och familjen Rhopalonematidae. Arten är bofast och reproducerande i Sverige. Inga underarter finns listade i Catalogue of Life.